# Itzen
Itzén è un personaggio del fumetto guatemalteco "Popol Vuh. Los Gemelos Cosmicos", isprirato al Popol Wuj, "la bibbia maya".

## Caratterizzazione del personaggio
Il personaggio Itzen non è presente nel reale Popol Wuj, ma è stata inventata per narrare ciò che Zipacnà ha fatto al Popolo di Motz, di cui, nel fumetto, sarebbe l'unica sopravvissuta. Ospite di Xpiyacoc e Xmucane (Shpiakok e Shmucanè, nel fumetto), è anche amica di Hunahpu e Ixbalanque (Junajpù e Ishbalanke, nel fumetto). Ha la pelle azzurra e dei vestiti rosso porpora. È quasi sempre assente, tranne nel primo, nel quarto e nell'ultimo episodio (nel primo riferisce di Zipacna, nel quarto aiuta a catturare il topo, e nell'ultimo gioisce scoprendo che Junajpù e Ishbalanke divengono uno il sole e uno la luna.